# Лисенко Сергій Петрович
Сергі́й Петро́вич Лисенко (10 вересня 1977, м. Коломия, Івано-Франківська область, Українська РСР — 29 липня 2014, с. Латишеве, Шахтарський район, Донецька область, Україна) — український військовослужбовець, спецпризначенець, полковник (посмертно) Збройних сил України.

## Біографія
Народився 1977 року в місті Коломия. З дитинства мріяв стати військовим. Два роки навчався в Коломийській школі № 10, з 1987 по 1992 — в загальноосвітній школі № 4. По закінченні 9 класів школи продовжив навчання у 14-му ліцеї м. Коломия. 1999 року закінчив Одеський інститут Сухопутних військ та був розподілений до 1-го полку спеціального призначення у м. Старий Крим (з 2000 перейменований на 3-й ОПСпП). 2003 року частину з Криму перевели у Кропивницький (на той час Кіровоград). Займався військово-прикладними видами спорту. Збирав колекцію моделей танків.
Заступник командира 1-го загону по роботі з особовим складом 3-го окремого полку спецпризначення, в/ч А0680, м. Кропивницький.

### Бойовий шлях
Одразу після Революції Гідності був направлений з підрозділом у Крим, де російські окупанти готували псевдореферендум для легітимації анексії півострова.
У зоні бойових дій на Сході провів тривалий час, виконуючи спеціальні завдання. Загін Лисенка взяв під контроль аеродром у Краматорську, брав участь у бойових діях із визволення Слов'янська від терористів. Разом з іншими вояками забезпечив евакуацію тіла загиблого генерала Кульчицького, захистивши територію падіння вертольоту від російських бойовиків.
23 липня 2014 в ході виконання бойових вильотів на прикриття українських військ у районі кордону два українські штурмовики Су-25 збила російська ППО, і 3-му полку спецпризначення поставили завдання послати дві групи в район падіння і знайти льотчиків.
28 липня під час вдалої спецоперації підполковник Лисенко разом зі ще чотирма побратимами врятували одного з пілотів СУ-25 і продовжили пошук другого, за що Президент доручив міністру оборони представити всіх бійців і пілота до нагороди.

### Обставини загибелі
Надвечір 28 липня спецпризначенці під загальним командуванням Сергія Лисенка (18 чоловік — дві розвідгрупи по 8 бійців під командуванням капітанів Кирила Андреєнка і Тараса Карпи та двоє водіїв «Уралів») вийшли до занедбаної ферми на околицях села Латишеве. Місцевий житель, 61-річний Микола Бутрименко, власник ферми і активний член «Партії регіонів», тепло зустрів українських бійців і запевнив, що жодних банд терористів поряд немає. Він запропонував заночувати в його ангарі, а сам під приводом потреби провідати дружину в лікарні поїхав до Сніжного, де повідомив командування терористів про розташування українських бійців. Проти бійців спецназу була висунута потужна мобільна група під прикриттям одного танку та двох БТРів.
Зранку 29 липня бойова охорона помітила колонну бойовиків, але на бронетехніці були нанесені розпізнавальні знаки ЗСУ, тому командир групи не відреагував належним чином, а бойовики мали змогу оточити ферму. Терористи висунули ультиматум. Після наради вирішили, що капітан Тарас Карпа здасться в полон, щоб врятувати життя — у нього в березні 2014 року народився син. Він вийшов з піднятими руками, але не пройшов і 50 метрів як був розстріляний чергою з кулемета. Після цього українські спецпризначенці вирішили йти на прорив. Один з «Уралів», вибивши ворота, помчав у поле. А другий повернув направо й просувався вздовж огорожі. Перший підбили і він вибухнув, а другий розстріляли. В результаті бою з переважаючими силами противника у кіровоградських спецпризначенців було 8 убитих: підполковник Сергій Лисенко, капітан Кирило Андреєнко, старшина Олексій Глобенко, старшина Андрій Шершень, сержант Анатолій Бузуляк, старші солдати Лев Панков, Ярослав Шимчик та Роман Рикалов (вважався зниклим безвісти). 7 поранених потрапили в полон, двоє з них були тяжко поранені (капітан Карпа і водій «Уралу» старший солдат Сергій Гришин) та померли згодом. Четверо чатових із боєм вийшли до своїх.
7 серпня з підполковником прощались у Кропивницькому. 8 серпня похований на Алеї слави кладовища Коломиї.
Залишилися батьки Теодора і Петро Лисенки, сестра Тетяна та син 2005 р.н., який після розлучення батьків мешкає з матір'ю в Криму.
Наказом Міністра оборони України № 714 від 24 вересня 2015 року Сергію Лисенку посмертно присвоєне військове звання полковника.
27 червня 2016 року затримано зрадника Бутрименка, який навів російських терористів на місце розташування українського підрозділу.

## Нагороди
- Орден Богдана Хмельницького III ступеня (29.09.2014, посмертно) — за особисту мужність і героїзм, виявлені у захисті державного суверенітету та територіальної цілісності України, вірність військовій присязі[10].
- Медаль «10 років Збройним Силам України»
- Медаль «За жертовність і любов до України» УПЦ КП (червень 2016, посмертно)[11].

## Почесні звання
14 серпня 2014 року рішенням Коломийської міської ради № 1827-44/2014 — за виняткову мужність і героїзм, виявлені у захисті України, жертовне служіння народові України, — Сергію Лисенку присвоєно звання «Почесний громадянин міста Коломиї» (посмертно).

## Вшанування пам'яті
На сороковий день по смерті, 10 вересня 2014, в Коломиї, у загальноосвітній школі І—ІІІ ст. № 4, де вчився Сергій Лисенко, відкрито пам'ятну дошку на його честь. Школа носить ім'я Сергія Лисенка.
У 2015 році в місті Коломия одну з нових вулиць названо на честь Сергія Лисенка.